# Mastixis chloe
Mastixis chloe là một loài bướm đêm trong họ Noctuidae.